# Crkva sv. Gajane
Crkva svete Gajane (armenski: Սուրբ Գայանէ եկեղեցի) - armenska crkva iz 7. stoljeća u Ečmijadzinu. 
Nalazi se u blizini katedrale iz 303. godine. Crkvu sv. Gajane, sagradio je katolikos Ezra I. 630. godine. Izgled je ostao nepromijenjen unatoč djelomičnoj obnovi kupole i nekih stropova 1652. godine.
Crkva sv. Gajane je nadsvođena trobrodna bazilika s osmokutnim tamburom naslonjenim na četiri unutarnja stupa, koji razdvajaju unutrašnjost crkve u tri lađe. Srednji dijelovi bočnih brodova su povišene nešto više i pokrivaju svodove te formiraju poprečni brod. Na istočnom zidu unutrašnjosti crkve je polukružna apsida s pravokutnom komorom na obje strane. Glavni od tri portala ulazi kroz lučni trijem, dok se dva bočna nalaze na sjevernim i južnim zidovima.
Sveta Gajana bila je redovnica, koja je umrla kao mučenica, zajedno s drugim redovnicama koje dao ubiti Trdat III., 301. godine. Postala je svetica u Armenskoj apostolskoj Crkvi. Trdat III. uskoro se obratio na kršćanstvo.
Crkva sv. Gajane uvrštena je u UNESCO-ov popis Svjetske baštine 2000. godine, zajedno s nekoliko obližnjih lokaliteta (Katedrala i crkve Ečmijadzina i arheološki lokalitet Zvartnoc).